# Клюшников Іван Петрович
Іван Клюшников (1811 — 1895) — російський поет і педагог.

## Життєпис
Народився на хуторі Криничному під Сумами (на картах має ще назву х. Криниченський, поруч — село Никифорівка, зараз це село Солідарне Косівщинської сільради) в родині харківського поміщика. Отримав гарне домашнє виховання.
Закінчив словесний факультет Московського університету.
З  1835 року був викладачем Московського дворянського інституту.
Протягом 1838-1840 рр. опублікував у періодиці низку віршів, які зробили його відомим поетом. 
У 1838 з'явилися перші друковані твори Клюшникова: «Елегія» та «Повінь» («Московский Наблюдатель», ч. 17). Потім ціла низка його віршів була поміщена (за підписом «-Ф-» (першою літерою грецького слова «феос» — бог ) в « Отечественных записках » (1839—1940) і «Современнике» (1840).
Був одним з найактивніших учасників літературно-філософського гуртка Станкевича. Схвально відгукувалися про нього Кольцов і Бєлінський. 
І публіка, і журналістика зустріли молодого поета дуже співчутливо. Всім подобалися його щирість і непідробні почуття, виражені красивими віршами. Але раптово тридцятирічний Клюшников пориває з літературним та світським життям і повертається на свій хутір під Сумами (Сумському повіті Харківської губернії), де й мешкає безвиїзно п'ятдесят п'ять років до самої смерті, далеко від літературного і громадського життя.
Його учень Іван Тургенєв зобразив свого колишнього вчителя історії у повістях «Андрей Колосов», «Гамлет Щигровского уезда» та в романі «Рудин» під різними іменами, але близьким до прототипу.
Тургенєв писав Івану Клюшникову в село Криничне із Парижа у 1857 році:

«Вы, вероятно, не ожидали от меня письма, любезнейший Иван Петрович, да и я сам не ожидал, что когда-нибудь напишу Вам: слухи носились, что Вы где-то в такой глуши, что Вас и сыскать нельзя; наконец мне достали Ваш адрес – и я спешу напомнить Вам о Вашем старом ученике. Много воды утекло с тех пор. Ваш ученик уже приближается к сорокалетнему возрасту – и чего-чего не перебывало – так что и вспомнить жутко. Что друзей умерло, что в нас самих умерло надежд, верований – даже воспоминаний. Но Вы все представляетесь мне молодым человеком, веселым и приветливым, с пушистыми бакенбардами – а теперь – как Вам не поседеть, когда у меня нет ни одного неседого волоса. Мы так давно расстались, что даже нет никакой возможности рассказывать свою жизнь друг другу: скажу Вам только, что я все еще не женат, и вероятно, не женюсь никогда, что мое здоровье не совсем удовлетворительно (у меня, должно быть, по наследству что-то в пузыре неладно), что я думаю пробыть еще месяца три за границей – а потом возвращаюсь в Россию – и зиму буду, как обыкновенно, жить в Петербурге. Если Вы еще следите за ходом русской литературы – то Вам мои безделки знакомы – вот все, что я о себе сказать могу.
А Вы что делали? Женились ли, имеете ли детей, занимаетесь ли хозяйством? Навсегда ли Вы поселились в Вашей деревне – или думаете когда-нибудь заглянуть в Петербург или Москву. Дайте об себе весточку – если Вы не решились окончательно прервать все сношения с товарищами Вашей молодости. Напишите мне не сюда, а в Лондон – я попаду туда через три недели – и проживу там месяц. Вы можете этим положить начало переписке, которая потом и в России не прекратится.
Да, как подумаешь, четверть столетия протекло с тех пор, как Вы ходили к нам в Москве в мундирном фраке и в картузе с длиннейшим козырьком! Тогда еще и об Гоголе не было помину, и Людовик Филипп только еще воцарялся – и бедный Виссарион еще собирался писать в Москве – и Гоголь был жив, и Пушкин… Время своей косой скинуло долой всю эту «мгновенную жатву» – и жизнь, о которой, кажется, недавно еще мечтал, которую всю видел впереди, уже давно окаменела, – и последний ее шум где-то там далеко позади…
Нечего делать! Должно смириться и склонить голову. Но уцелевшие должны тем крепче держаться друг за друга. И потому я протягиваю Вам руку – и надеюсь, Вы не откажете мне подать свою, что Вы отзоветесь на мой призыв. С нетерпением буду ждать Вашего ответа. Поверьте, всем не молодым худо жить на свете: но еще хуже жить в одиночку. Напишите мне слова два – и Вам отвечу тотчас.
Дружески жму Вашу руку и остаюсь помнящий и любящий Вас Иван Тургенев».

Тільки в «Літературній Газеті» за 1841 рік з'явилося його оповідання: «Привидение первого мужа», а в «Отечественных записках» 1849 — повість «Любовная сказка»; але обидві ці речі нічим не вирізнялися із журнального баласту. Пізніше Іван Клюшников, на прохання свого племінника, Віктора Клюшникова, дозволив надрукувати кілька своїх віршів у «Русском Вестнике» 1883 і 1888. («Через сорок лет» та інші).
Його найкращими віршами вважаються «Любителю музыки»,«Собирателям моих элегий», «Жизнь» (відповідь на однойменний пушкінський вірш, який часто приписують митрополиту Філарету).

## Вірші[2]
- «Элегия»,
- «Половодье»,
- «Медный всадник»,
- «Старая печать»,
- «На смерть девушки»,
- «Мой гений»,
- «Ночная молитва»,
- «Детский урок»,
- «Утренний звон» 1839,
- «Весна»,
- «Песнь инвалида»,
- «Ночное раздумье»,
- «Малютка» 1840,
- «Красавице»,
- «Городок»,
- «Осенний день»,
- «Претензии»,
- «Жизнь»,
- «Меланхолик»